# Jerusalem-Preis
Der Jerusalem-Preis für die Freiheit des Individuums in der Gesellschaft ist ein Literatur- und Menschenrechtspreis, der von der Stadt Jerusalem alle zwei Jahre während der internationalen israelischen Buchmesse in Jerusalem verliehen wird. Mit ihm werden im Sinne des Preisnamens engagierte Schriftsteller ausgezeichnet. Der Preis ist mit 10.000 US-Dollar dotiert (Stand 2021); so soll gezeigt werden, dass es sich angesichts der relativ niedrigen Geldsumme um einen rein symbolischen Preis handelt.

## Preisträger

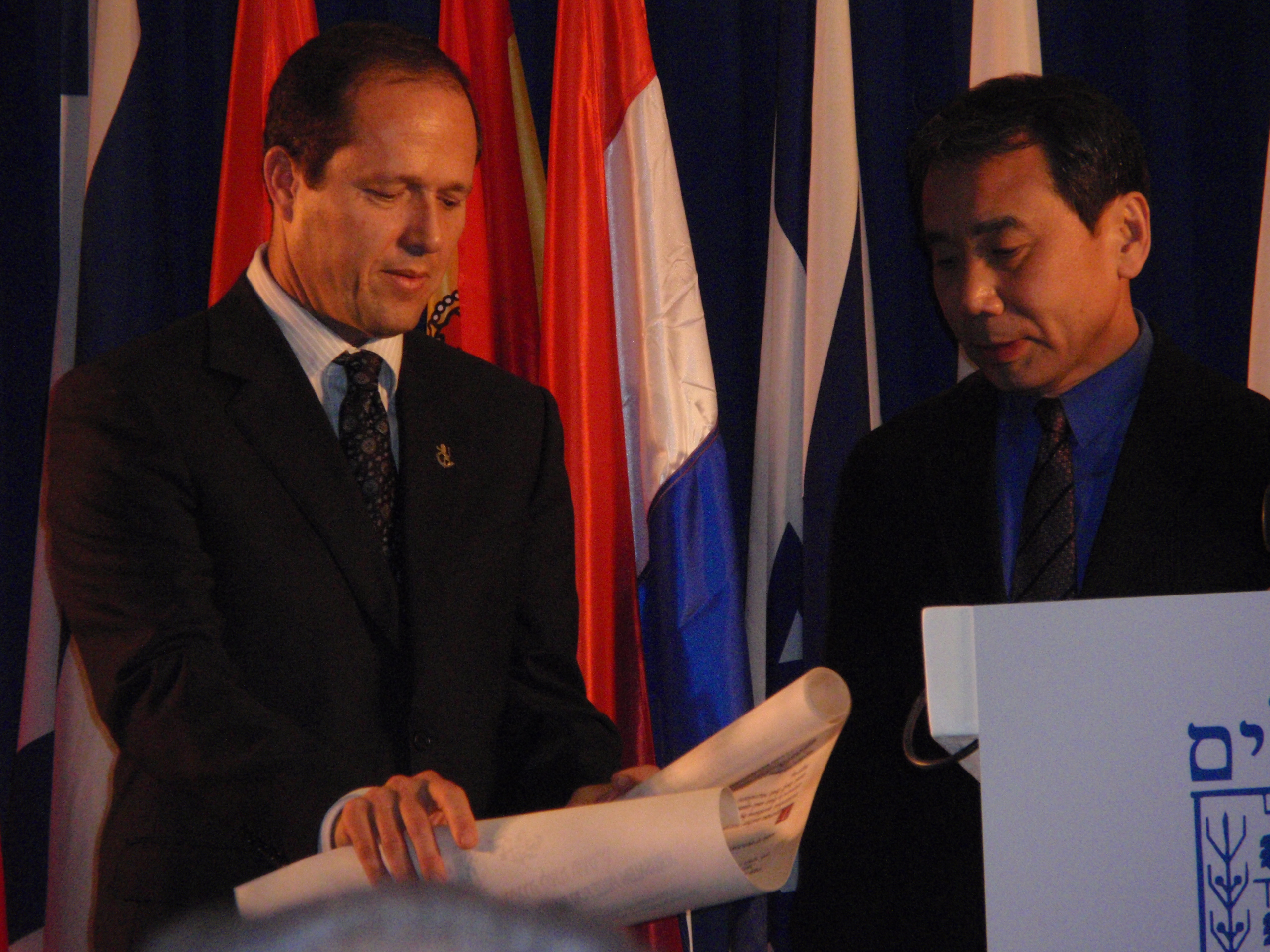
Haruki Murakami bei der Verleihung des Jerusalem-Preises 2009

- 1963: Bertrand Russell
- 1965: Max Frisch
- 1967: André Schwarz-Bart
- 1969: Ignazio Silone
- 1971: Jorge Luis Borges
- 1973: Eugène Ionesco
- 1975: Simone de Beauvoir
- 1977: Octavio Paz
- 1979: Isaiah Berlin
- 1981: Graham Greene
- 1983: V. S. Naipaul
- 1985: Milan Kundera
- 1986: Shmuel Safrai
- 1987: J. M. Coetzee
- 1989: Ernesto Sabato
- 1991: Zbigniew Herbert
- 1993: Stefan Heym
- 1995: Mario Vargas Llosa
- 1997: Jorge Semprún
- 1999: Don DeLillo
- 2001: Susan Sontag
- 2003: Arthur Miller
- 2005: António Lobo Antunes
- 2007: Leszek Kołakowski
- 2009: Haruki Murakami
- 2011: Ian McEwan
- 2013: Antonio Muñoz Molina
- 2015: Ismail Kadare
- 2017: Karl Ove Knausgård
- 2019: Joyce Carol Oates[1]
- 2021: Julian Barnes
- 2025: Michel Houellebecq